# Jan Amor Tarnowski (ur. 1735)
Jan Amor Tarnowski herbu Leliwa (ur. 1735 w Krasnobrodzie, zm. około roku 1799) – generał major wojsk koronnych, rotmistrz kawalerii narodowej 1775–1783, kasztelan konarski łęczycki 1767–1799, hrabia, poeta i filozof. Pan i rezydent Kozina, ojciec Marcina.

## Życiorys
Urodził się w roku 1735, jako syn Kajetana Amora (z linii wołyńskiej) (zm. 1748), starosty mogilnickiego, i Anastazji z Boguszów (vel Bohuszów), podkomorzanki podolskiej (secundo voto: Józefowa Mierowa); brat przyrodni Alberta Miera. Kształcił się w warszawskim Collegium Nobilium, gdzie był uczniem m.in. F. Bohomolca i I. Nagurczewskiego. Posiadał dość znaczne dobra ziemskie, mawiano o nim: "pan na Bereźcach, Tarnówce, Kozinie i Poczajowszczyźnie".
Jako poseł z województwa wołyńskiego na sejm konowkacyjny 7 maja 1764 roku podpisał manifest, uznający odbywający się w obecności wojsk rosyjskich sejm za nielegalny. Był posłem halickim na sejm elekcyjny 1764. W 1764 roku był elektorem Stanisława Augusta Poniatowskiego z województwa ruskiego. Od 1767 senator jako kasztelan konarsko-łęczycki. W 1787 r. odznaczony orderem św. Stanisława. Był członkiem konfederacji Sejmu Czteroletniego. 19 sierpnia 1791 został odznaczony Orderem Orła Białego. Posiadał też bawarski Order św. Michała oraz elektorski Order Lwa Palatyńskiego.

## Twórczość

### Ważniejsze utwory
1. Pożytki pokoju pod szczęśliwym w Polszcze panowaniem Augusta III, ojczystym rymem przez... w sztuce krasomówskiej ćwiczącego się in Collegio Nobilium Varsaviensi Soc. Jesu opisane roku 1754, brak miejsca i roku wydania, przedr. F. Bohomolec w: Zabawy poetyckie niektórych kawalerów Akademii Szlacheckiej Warszawskiej Soc. Jesu w krasomowskiej sztuce ćwiczących się, wyd. 2 Warszawa 1758
2. Wiersz W. JMci P. ... do autora Zbioru rytmów napisany 1755 d. 7 Aprilis, ogł. J. E. Minasowicz w: Zbiór rytmów polskich t. 2, cz. 3, Warszawa 1755 "Zebranie Rytmów przez Wierszopisów Żyjących..." t. 5, s. 343 (razem z Odpisem autora tegoż dzieła, s. 343-344)
3. Rozmowa filozofa z politykiem o trojakim w Polszcze młodzi wychowaniu napisana przez..., Warszawa 1756; dedykowany matce, A. Tarnowskiej; utwór pomimo świadectwa karty tytułowej i dedykacji przypisywany był także autorstwu nauczycieli Tarnowskiego: F. Bohomolca i I. Nagurczewskiego; w Bibliografii filozofii polskiej 1750-1830 (red. A. Kadler, Warszawa 1954, s. 153) tytuł zapisano pod nazwiskiem Tarnowskiego, lecz – jak wynika z podanych tam dat narodzin/śmierci i określenia "historyk" – Jana Feliksa!
4. Wiersze, wyd. F. Bohomolec w: Zabawy poetyckie niektórych kawalerów Akademii Szlacheckiej Warszawskiej Soc. Jesu w krasomowskiej sztuce ćwiczących się, wyd. 2 Warszawa 1758; 3 wiersze przedr. "Monitor": 1767 nr 7 (Dla przyjaciela nic nie trzeba żałować), 1779 nr 87 (Skutki miłości światowej), 1781 nr 45 (Złe sumienie najbardziej trapi człowieka); wiersz Piękność znikoma przedr. J. Kott w: Poezja polskiego Oświecenia. Antologia, Warszawa 1954, (s. ...); wyd. 2 Warszawa 1956
5. Diariusz podróży Stanisława Augusta do Kaniowa, powst. 1787, tekst nieznany, (inform. Estreicher XXXI, 1936, 50).

### Przekłady
1. J. Casa: Galateusz, tekst nieznany, (inform. Estreicher XXXI, 1936, 50).

### Listy
1. Do Stanisława Augusta z zbiorach z lat: 1763-1786, 1789-1792; rękopisy: Biblioteka Czartoryskich sygn. 690-691, 698, 840.

## Opracowania nt. twórczości Tarnowskiego
1. T. Święcki: Historyczne pamiątki znamienitych rodzin i osób dawnej Polski t. 2, Warszawa 1858, s. 480
2. T. Żychliński: Złota księga szlachty polskiej rocznik 6, Poznań 1884, s. 356
3. S. Tync: Nauka moralna w szkołach Komisji Edukacji Narodowej, Warszawa 1922
4. S. Bednarski: Upadek i odrodzenie szkół jezuickich w Polsce, Kraków 1933
5. W. Dworzaczek: Genealogia, Warszawa 1959 (tabl. 96)
6. S. Kostanecki: Pochwała pokoju i Biblioteki Załuskich w utworach uczniów warszawskich z czasów Augusta III, "Rocznik Biblioteki Narodowej" t. 4 (1968).